# Yungnyong-i nareusya
Yungnyong-i nareusya (육룡이 나르샤?, lett. I sei draghi che salgono verso il cielo; titolo internazionale Six Flying Dragons, conosciuta anche come Roots of the Throne) è una serie televisiva sudcoreana trasmessa su SBS dal 5 ottobre 2015 al 22 marzo 2016.

## Trama
La serie segue il conflitto ideologico e politico tra il principe Yi Bang-won e Jeong Do-jeon, l'uomo che aiutò Yi Seong-gye a diventare re Taejo e a fondare Joseon. Jeong Do-jeon vuole un paese governato dai ministri, mentre Bang-won ambisce al potere assoluto.

## Personaggi

### Personaggi principali
- Yi Bang-won, interpretato da Yoo Ah-in e Nam Da-reum (da giovane)
- Moo-hyul, interpretato da Yoon Kyun-sang e Baek Seung-hwan (da giovane)
- Boon-yi, interpretata da Shin Se-kyung, Lee Re (da giovane) e Yoon Yoo-sun (da anziana)
- Ddang-sae, interpretato da Byun Yo-han e Yoon Chan-young (da giovane)
- Jeong Do-jeon, interpretato da Kim Myung-min
- Taejo di Joseon, interpretato da Chun Ho-jin

### Personaggi secondari
- Yeon-hee/Jailsek, interpretata da Jeong Yu-mi e Park Si-eun (da giovane)
- Heo Gang/Lee Sin-jeok, interpretato da Lee Ji-hoon
- Cho-young, interpretata da Yoon Son-ha
- Gap-boon, interpretata da Lee Cho-hee e Kwak Ji-hye (da giovane)
- Gil Tae-mi/Gil Sun-mi, interpretato da Park Hyuk-kwon
- Gil Yoo, interpretato da Park Sung-hoon
- Myo-sang, interpretata da Seo Yi-sook
- Yi Ji-ran, interpretata da Park Hae-soo
- Jo Young-kyu, interpretato da Min Sung-wook
- Yi Bang-gwa, interpretato da Seo Dong-won
- Hong Dae-hong, interpretato da Lee Jun-hyeok
- Lee In-gyeom, interpretato da Choi Jong-won
- Hong In-bang, interpretato da Jeon No-min
- Monaco Jukryong, interpretato da Han Sang-jin
- Yoon Lang/Cheok Sa Gwang, interpretata da Han Ye-ri
- Baek Yoon, interpretato da Kim Ha-kyun
- Dae-geun, interpretato da Heo Joon-seok
- Jeong Mong-ju, interpretato da Kim Eui-sung
- Yi Bang-woo, interpretato da Lee Seung-hyo
- Min Da-kyung, interpretata da Gong Seung-yeon
- Signora Kang, interpretata da Kim Hee-jung
- Jo Hee-bong as Ha Ryun
- Min Je, interpretato da Jo Young-jin
- Maestro Yooksan, interpretato da Ahn Suk-hwan
- Choe Yeong, interpretato da Jeon Guk-hwan
- Jo Min-soo, interpretato da Choi Jong-hwan
- Yi Bang-gan, interpretato da Kim Sang-woo
- Yi Bang-ui, interpretato da Jung Jae-min
- Jo So-saeng, interpretato da Ahn Gil-kang
- Jo Joon, interpretato da Lee Myeong-haeng
- Woo Hak-joo, interpretata da Yoon Seo-hyun
- Han Goo-young, interpretato da Jung Moon-sung
- Jang Sam-bong, interpretato da Seo Hyun-chul
- Yeon Hyang, interpretata da Jeon Mi-seon

## Ascolti
| Episodio | Data di trasmissione | Dati TNMS           | Dati TNMS                  | Dati AGB            | Dati AGB                   |
| Episodio | Data di trasmissione | A livello nazionale | Area metropolitana di Seul | A livello nazionale | Area metropolitana di Seul |
| -------- | -------------------- | ------------------- | -------------------------- | ------------------- | -------------------------- |
| 1        | 5 ottobre 2015       | 10,6%               | 12,5%                      | 12,3%               | 13,5%                      |
| 2        | 6 ottobre 2015       | 10,3%               | 11,8%                      | 12,4%               | 14,0%                      |
| 3        | 12 ottobre 2015      | 10,8%               | 12,2%                      | 11,6%               | 12,9%                      |
| 4        | 13 ottobre 2015      | 11,2%               | 13,3%                      | 13,0%               | 13,7%                      |
| 5        | 19 ottobre 2015      | 11,2%               | 12,2%                      | 13,7%               | 15,5%                      |
| 6        | 20 ottobre 2015      | 12,8%               | 14,3%                      | 15,4%               | 17,6%                      |
| 7        | 26 ottobre 2015      | 9,5%                | 11,1%                      | 12,5%               | 13,4%                      |
| 8        | 27 ottobre 2015      | 11,9%               | 13,9%                      | 14,1%               | 16,0%                      |
| 9        | 2 novembre 2015      | 10,8%               | 12,5%                      | 13,5%               | 15,0%                      |
| 10       | 3 novembre 2015      | 11,0%               | 13,0%                      | 13,5%               | 14,5%                      |
| 11       | 9 novembre 2015      | 10,0%               | 11,4%                      | 13,3%               | 14,7%                      |
| 12       | 10 novembre 2015     | 11,3%               | 13,2%                      | 14,1%               | 15,4%                      |
| 13       | 17 novembre 2015     | 9,6%                | 10,9%                      | 12,2%               | 14,1%                      |
| 14       | 17 novembre 2015     | 9,9%                | 11,4%                      | 13,2%               | 15,4%                      |
| 15       | 23 novembre 2015     | 10,7%               | 12,6%                      | 14,6%               | 16,3%                      |
| 16       | 24 novembre 2015     | 10,1%               | 11,8%                      | 12,6%               | 13,5%                      |
| 17       | 30 novembre 2015     | 10,1%               | 11,9%                      | 14,1%               | 15,4%                      |
| 18       | 1 dicembre 2015      | 10,2%               | 12,0%                      | 13,6%               | 14,8%                      |
| 19       | 7 dicembre 2015      | 10,4%               | 12,6%                      | 13,3%               | 15,1%                      |
| 20       | 8 dicembre 2015      | 9,9%                | 11,3%                      | 13,4%               | 15,7%                      |
| 21       | 14 dicembre 2015     | 10,5%               | 12,5%                      | 13,3%               | 15,4%                      |
| 22       | 15 dicembre 2015     | 9,9%                | 10,8%                      | 13,9%               | 15,3%                      |
| 23       | 21 dicembre 2015     | 10,0%               | 11,6%                      | 13,1%               | 14,8%                      |
| 24       | 22 dicembre 2015     | 10,0%               | 11,2%                      | 13,7%               | 15,4%                      |
| 25       | 28 dicembre 2015     | 10,2%               | 11,5%                      | 13,4%               | 15,1%                      |
| 26       | 29 dicembre 2015     | 10,5%               | 11,4%                      | 13,8%               | 15,9%                      |
| 27       | 4 gennaio 2016       | 10,7%               | 12,5%                      | 14,6%               | 16,6%                      |
| 28       | 5 gennaio 2016       | 10,4%               | 11,6%                      | 13,7%               | 15,8%                      |
| 29       | 11 gennaio 2016      | 12,5%               | 14,3%                      | 15,1%               | 16,8%                      |
| 30       | 12 gennaio 2016      | 12,5%               | 14,5%                      | 15,8%               | 17,4%                      |
| 31       | 18 gennaio 2016      | 12,0%               | 14,0%                      | 14,6%               | 16,5%                      |
| 32       | 19 gennaio 2016      | 12,2%               | 13,4%                      | 14,9%               | 16,6%                      |
| 33       | 25 gennaio 2016      | 11,6%               | 13,6%                      | 15,0%               | 17,2%                      |
| 34       | 26 gennaio 2016      | 12,6%               | 13,4%                      | 15,1%               | 17,3%                      |
| 35       | 1 febbraio 2016      | 13,2%               | 15,1%                      | 16,3%               | 18,5%                      |
| 36       | 2 febbraio 2016      | 14,6%               | 17,3%                      | 16,8%               | 19,3%                      |
| 37       | 8 febbraio 2016      | 11,3%               | 12,9%                      | 12,3%               | 13,3%                      |
| 38       | 9 febbraio 2016      | 13,6%               | 16,7%                      | 14,1%               | 15,3%                      |
| 39       | 15 febbraio 2016     | 12,8%               | 14,7%                      | 15,2%               | 16,9%                      |
| 40       | 16 febbraio 2016     | 13,6%               | 15,3%                      | 14,9%               | 16,6%                      |
| 41       | 22 febbraio 2016     | 12,0%               | 13,6%                      | 14,3%               | 15,9%                      |
| 42       | 23 febbraio 2016     | 13,9%               | 15,2%                      | 16,1%               | 18,9%                      |
| 43       | 29 febbraio 2016     | 13,6%               | 15,0%                      | 15,9%               | 18,0%                      |
| 44       | 1 marzo 2016         | 12,7%               | 13,5%                      | 16,4%               | 18,3%                      |
| 45       | 7 marzo 2016         | 13,1%               | 14,6%                      | 16,1%               | 17,9%                      |
| 46       | 8 marzo 2016         | 13,2%               | 14,7%                      | 16,1%               | 17,4%                      |
| 47       | 14 marzo 2016        | 14,3%               | 16,6%                      | 16,7%               | 17,9%                      |
| 48       | 15 marzo 2016        | 13,8%               | 15,7%                      | 16,2%               | 17,9%                      |
| 49       | 21 marzo 2016        | 13,7%               | 15,9%                      | 16,2%               | 17,9%                      |
| 50       | 22 marzo 2016        | 13,9%               | 16,4%                      | 17,3%               | 18,8%                      |

## Colonna sonora
1. Six Flying Dragons (title) (육룡이 나라샤) – Illi
2. The Time is You (너라는 시간이 흐른다) – Junsu
3. Civilian's Sorrow (갈 길히 입더시니) – Kim Soo-jin
4. 6 Dragon Resentment (하날히 브리시니) – Joo In-ro e Kim Soo-jin feat. Lee Bong-geun
5. Don't Come Telling Me Goodbye (이별로 오지마	) – Eunha delle GFRIEND
6. People of the World (천하창생) – Lee Yoon-jung
7. Cho-young's Theme (일후믈 저싸바니) – Hong Dong-pyo
8. Muyiyiya (무이이야) – Byun Yo-han
9. Pain of the People (생령조상) – Lee Jong-han
10. Unparalleled Splendor (개세기상) – Hong Dong-pyo
11. In the Middle of the World (세상 한가운데) – Shin Yong-jae
12. Bang-won's Nature (불휘 기픈 남가) – Kim Soo-jin
13. Hero's Fight (Moo-hyul's Theme) (성무를 뵈요리) – Uhm Joo-hyuk
14. So It Was You (그댄가봐요) – Kim Bo-kyung
15. A Sorrowful Heart (민막) – Lee Yoon-jung
16. Ddangsae's Avenge (하날히 달애시니) – Joo In-ro feat. Lee Bong-geun
17. Muyiyiya (Rock Ver.) (무이이야) – Ha Hyun-woo
18. Your Cry (Boon-yi's Theme) (일성이어니) – Lee Jong-han
19. I Miss You (Do-jun's Theme) (내님금 그리샤) – Kim Soo-jin
20. Cover My Two Eyes (두 눈을 가려도) – Lee Ji-yoo
21. Lonely Winner (나만뜻) – Warak
22. Muyiyiya (Original Ver.) (무이이야) – coro maschile di Goyang
23. Ending Theme (님금하 아라쇼셔) – Joo In-ro

## Riconoscimenti
| Anno | Premio               | Categoria                                       | Ricevente                       | Risultato       |
| ---- | -------------------- | ----------------------------------------------- | ------------------------------- | --------------- |
| 2015 | APAN Star Awards     | Best Young Actor                                | Nam Da-reum                     | Vincitore/trice |
| 2015 | SBS Drama Awards     | Grand Prize (Daesang)                           | Yoo Ah-in                       | Candidato/a     |
| 2015 | SBS Drama Awards     | Top Excellence Award, Actor in a Serial Drama   | Yoo Ah-in                       | Vincitore/trice |
| 2015 | SBS Drama Awards     | Top Excellence Award, Actor in a Serial Drama   | Kim Myung-min                   | Candidato/a     |
| 2015 | SBS Drama Awards     | Top Excellence Award, Actor in a Serial Drama   | Cheon Ho-jin                    | Candidato/a     |
| 2015 | SBS Drama Awards     | Top Excellence Award, Actress in a Serial Drama | Yoon Son-ha                     | Candidato/a     |
| 2015 | SBS Drama Awards     | Excellence Award, Actor in a Serial Drama       | Byun Yo-han                     | Vincitore/trice |
| 2015 | SBS Drama Awards     | Excellence Award, Actor in a Serial Drama       | Choi Jong-won                   | Candidato/a     |
| 2015 | SBS Drama Awards     | Excellence Award, Actress in a Serial Drama     | Shin Se-kyung                   | Vincitore/trice |
| 2015 | SBS Drama Awards     | Special Award, Actor in a Serial Drama          | Park Hyuk-kwon                  | Vincitore/trice |
| 2015 | SBS Drama Awards     | Special Award, Actor in a Serial Drama          | Jeon No-min                     | Candidato/a     |
| 2015 | SBS Drama Awards     | Special Award, Actress in a Serial Drama        | Jeong Yu-mi                     | Candidato/a     |
| 2015 | SBS Drama Awards     | Top 10 Stars                                    | Yoo Ah-in                       | Vincitore/trice |
| 2015 | SBS Drama Awards     | Top 10 Stars                                    | Shin Se-kyung                   | Vincitore/trice |
| 2015 | SBS Drama Awards     | Netizen Popularity Award                        | Yoo Ah-in                       | Candidato/a     |
| 2015 | SBS Drama Awards     | Netizen Popularity Award                        | Shin Se-kyung                   | Candidato/a     |
| 2015 | SBS Drama Awards     | Best Couple Award                               | Yoo Ah-in e Shin Se-kyung       | Vincitore/trice |
| 2015 | SBS Drama Awards     | Producer's Award                                | Yoo Ah-in                       | Candidato/a     |
| 2015 | SBS Drama Awards     | New Star Award                                  | Gong Seung-yeon                 | Vincitore/trice |
| 2015 | SBS Drama Awards     | New Star Award                                  | Byun Yo-han                     | Vincitore/trice |
| 2015 | SBS Drama Awards     | New Star Award                                  | Yoon Kyun-sang                  | Vincitore/trice |
| 2016 | Baeksang Arts Awards | Best Drama                                      | Yungnyong-i nareusya            | Candidato/a     |
| 2016 | Baeksang Arts Awards | Best Director (TV)                              | Shin Kyung-soo                  | Candidato/a     |
| 2016 | Baeksang Arts Awards | Best Actor (TV)                                 | Yoo Ah-in                       | Vincitore/trice |
| 2016 | Baeksang Arts Awards | Best New Actor (TV)                             | Byun Yo-han                     | Candidato/a     |
| 2016 | Baeksang Arts Awards | Best Scripwriter (TV)                           | Kim Young-hyun e Park Sang-yeon | Candidato/a     |
| 2016 | Baeksang Arts Awards | Most Popular Actor (TV)                         | Yoo Ah-in                       | Candidato/a     |
| 2016 | Baeksang Arts Awards | Most Popular Actor (TV)                         | Byun Yo-han                     | Candidato/a     |
| 2016 | Baeksang Arts Awards | Most Popular Actress (TV)                       | Shin Se-kyung                   | Candidato/a     |